# الخطوط الجوية الإثيوبية
الخطوط الجوية الإثيوبية (بالأمهرية: የኢትዮጵያ አየር መንገድ) هي شركة الطيران الوطنية الإثيوبية، وأكبر شركة طيران في افريقيا من حيث عدد المسافرين. يقع مقر الشركة الرئيسي في العاصمة الإثيوبية أديس أبابا، وتتخذ من مطار بولي الدولي بالعاصمة مركزاً لعملياتها، يرجع تاريخ إنشاء الشركة إلى عام 1945.

## اتجاه الشركة

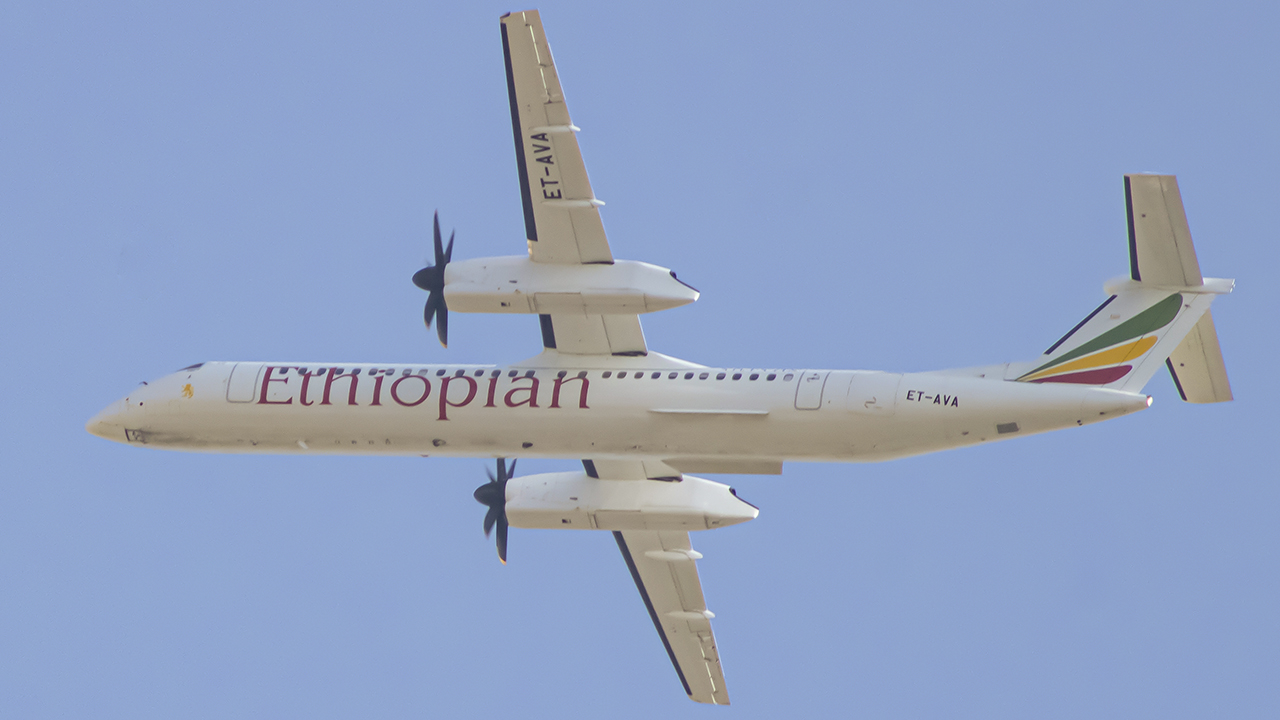
داش 8

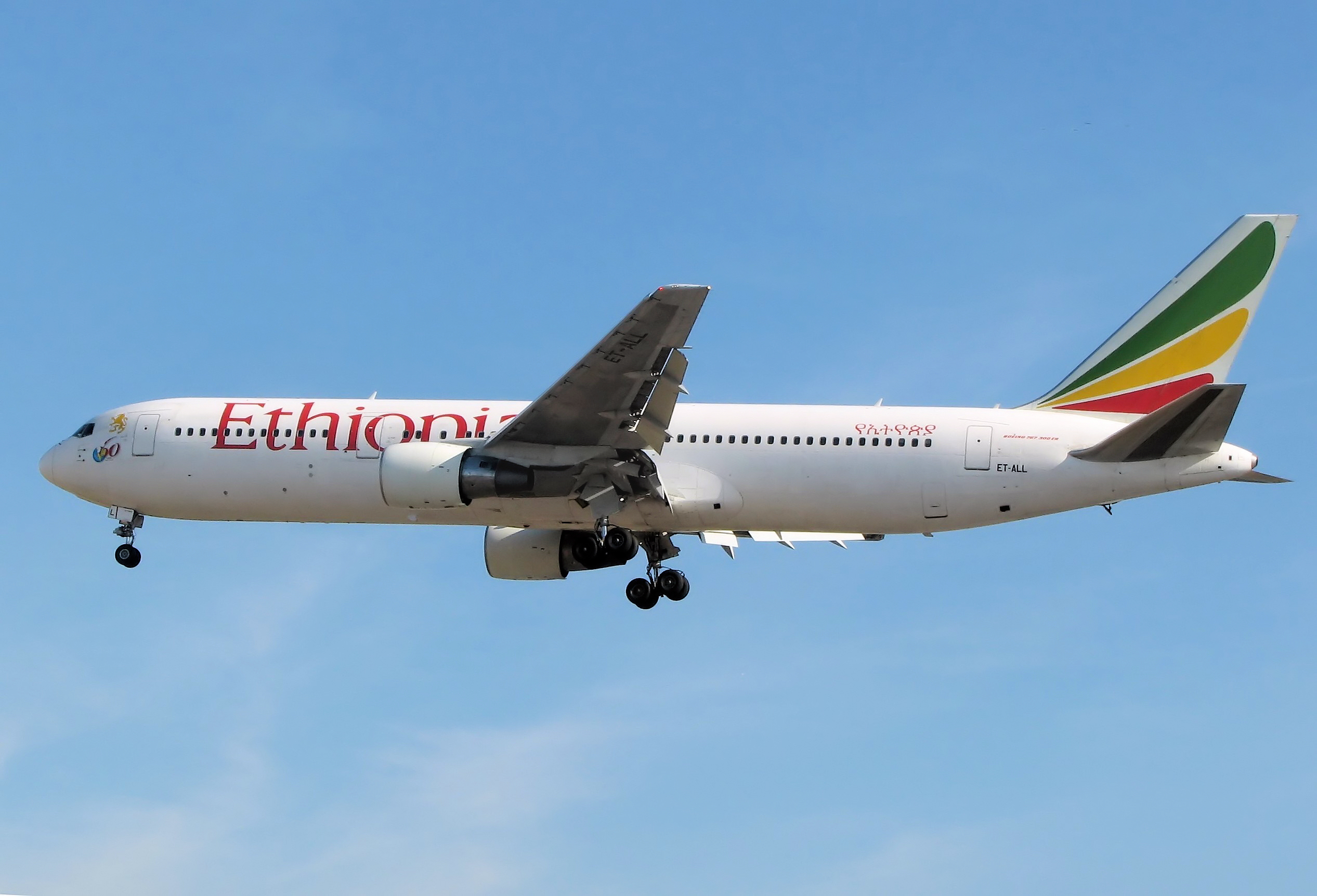
بوينغ 767

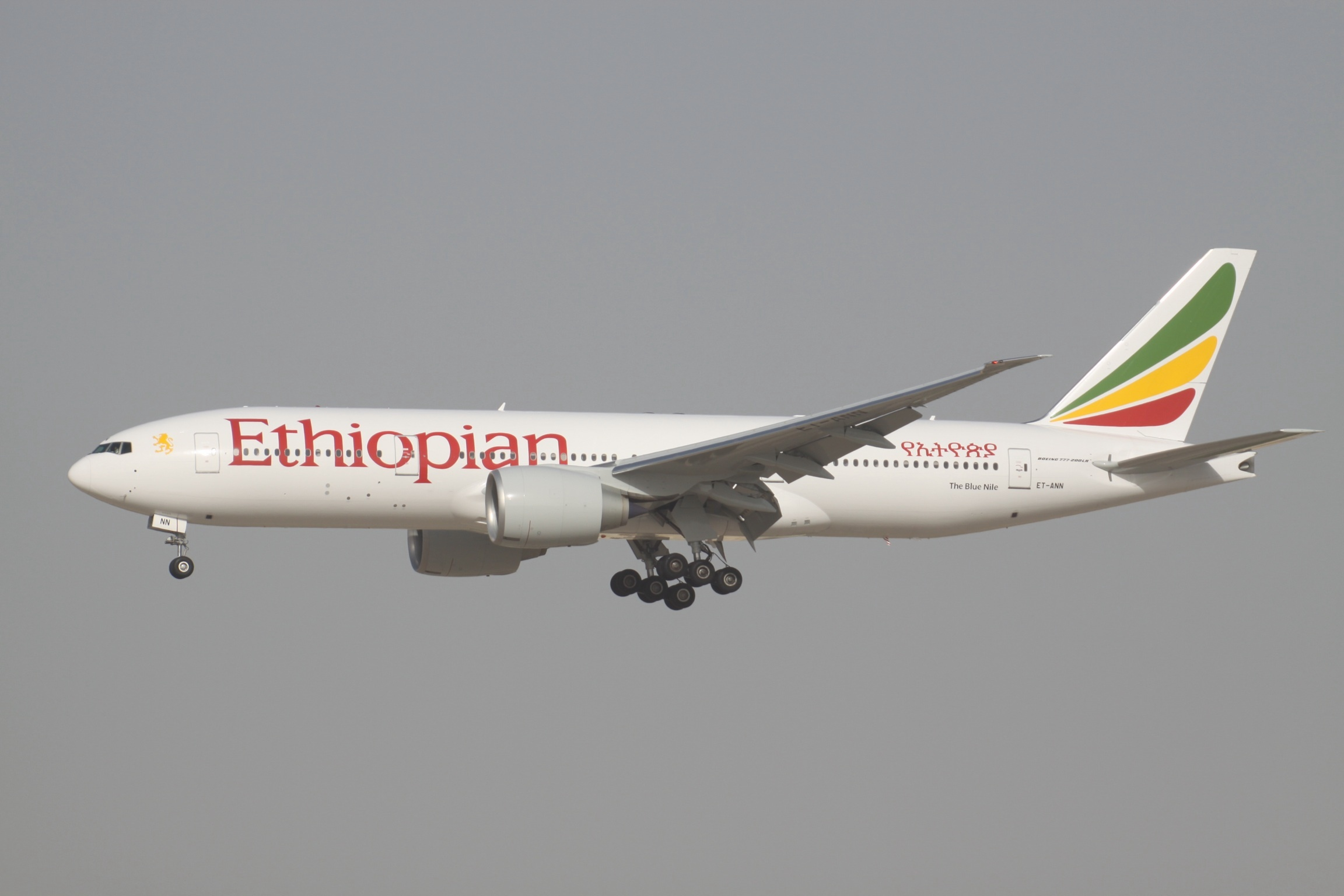
بوينغ 777

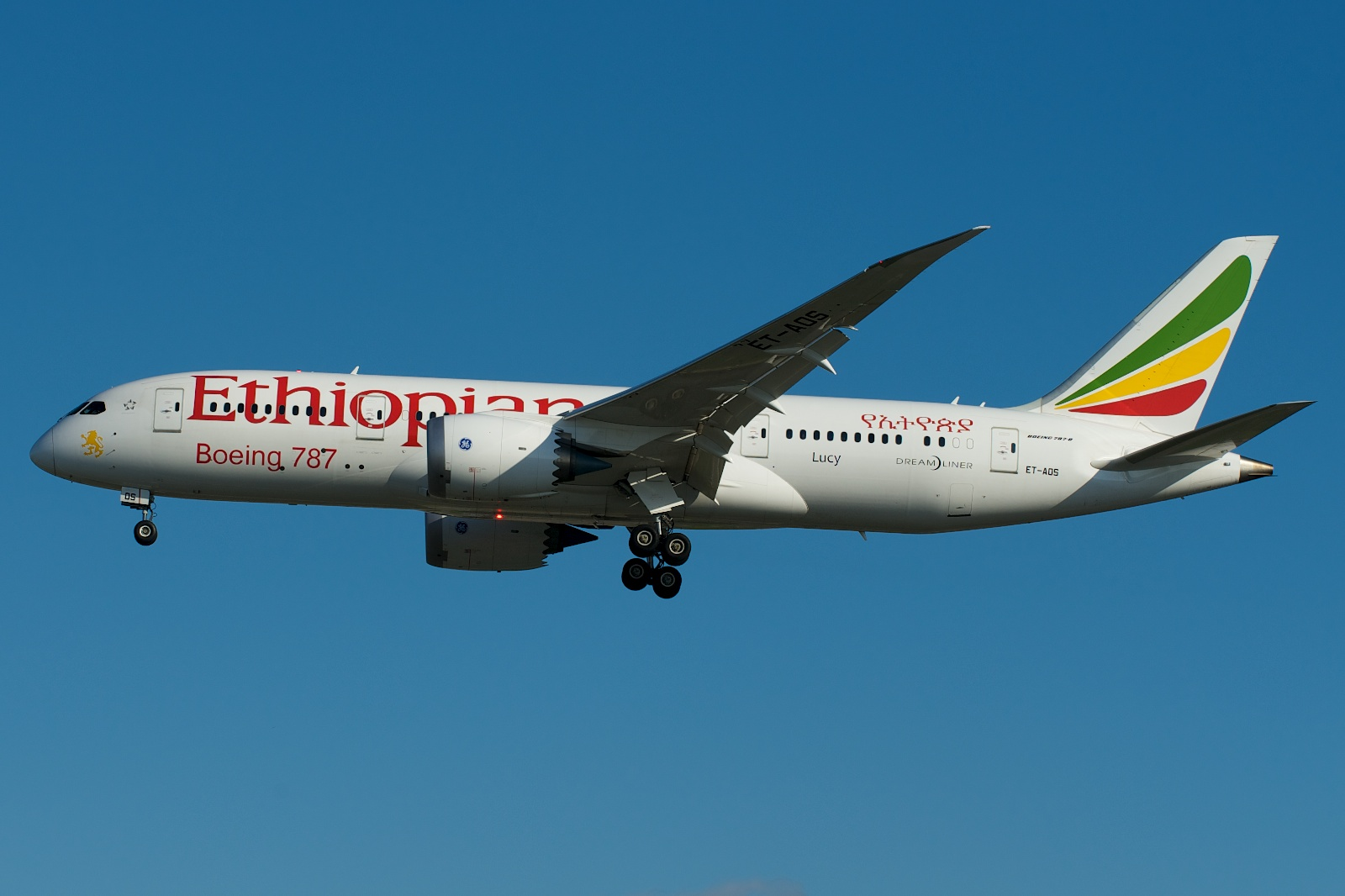
بوينغ 787

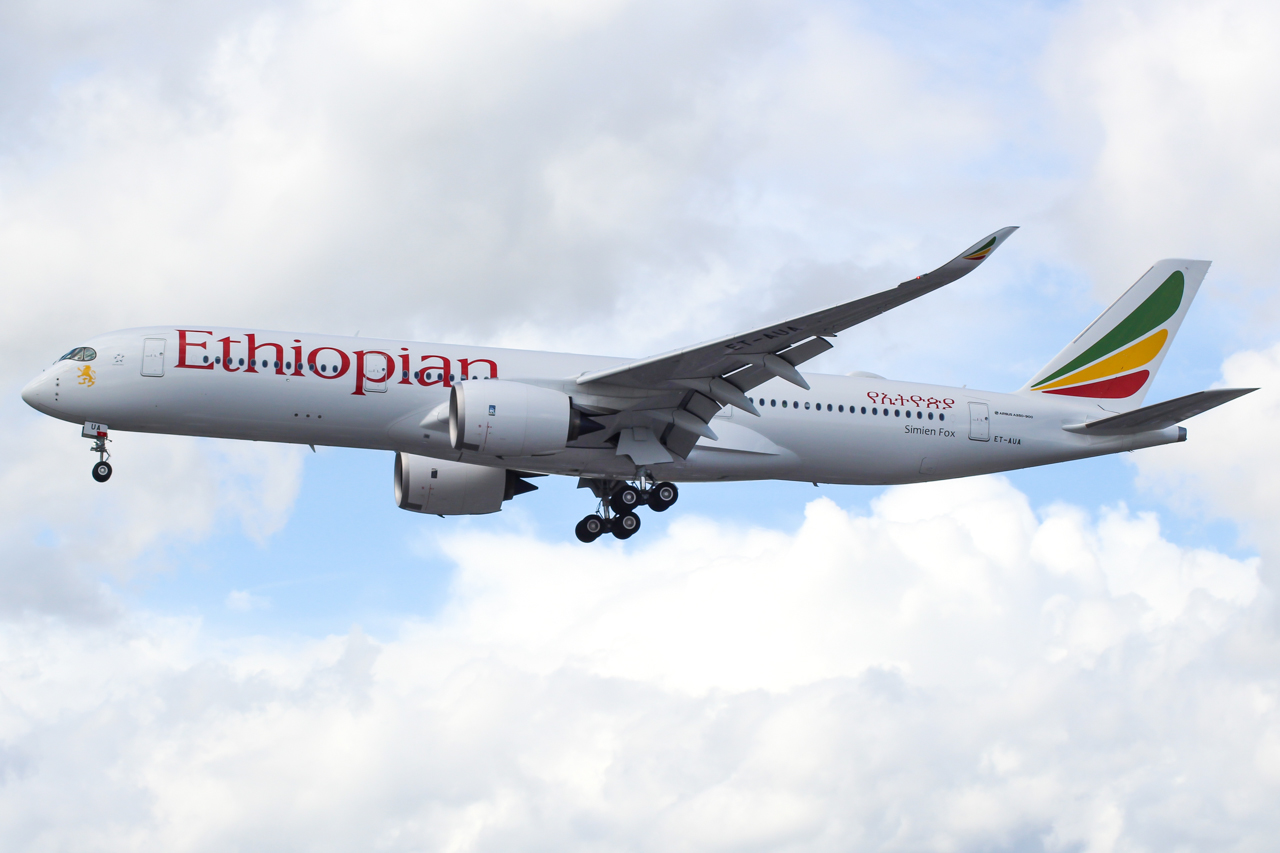
إيرباص إيه 350

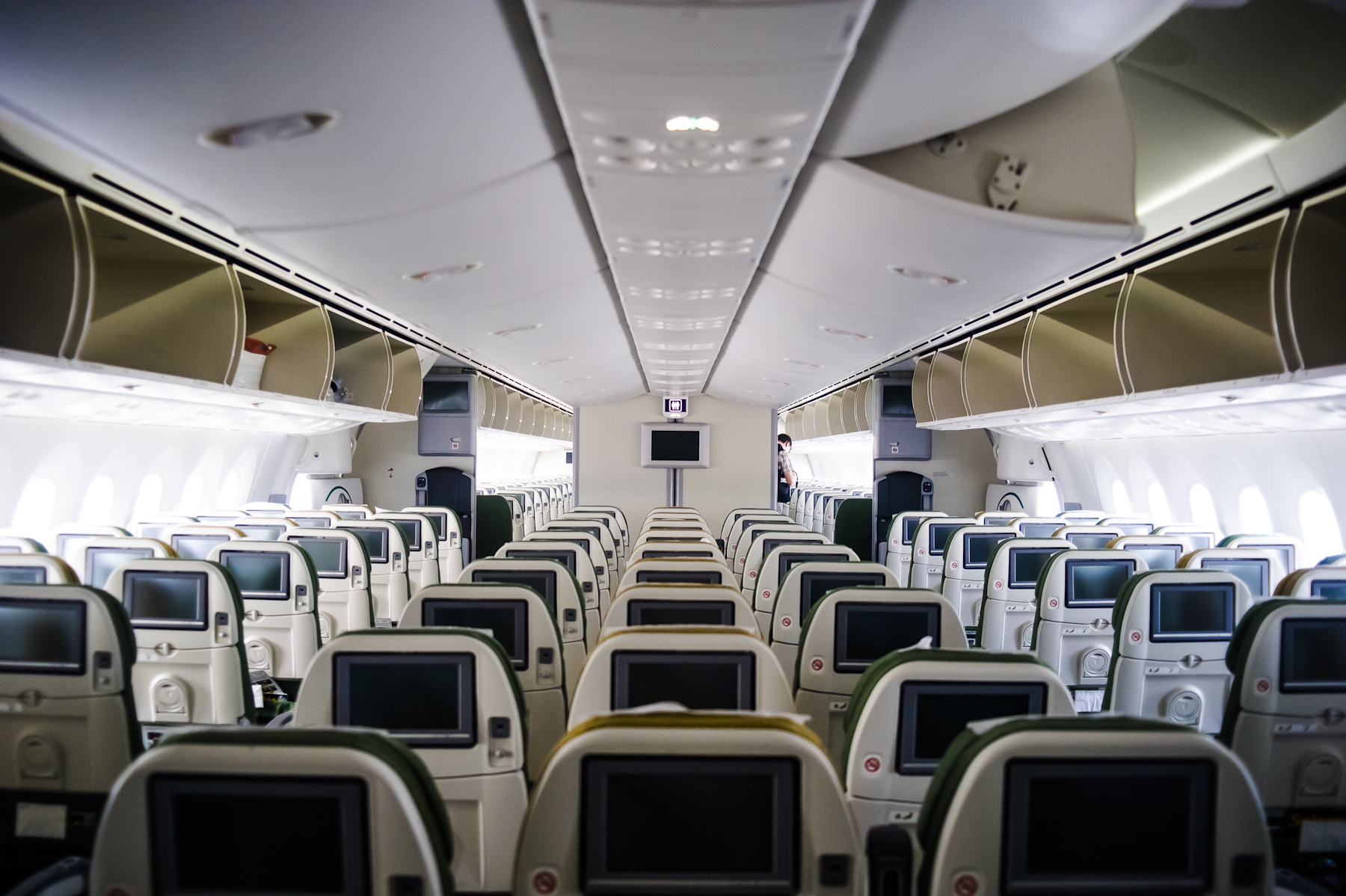
الدرجة الإقتصادية في طائرة بوينغ 787 (الخطوط الجوية الإثيوبية)

|                                  | 2008  | 2009   | 2010   | 2011   | 2012        | 2013                 | 2014          | 2015   | 2016          | 2017          | 2018   | 2019          | 2020          |
| -------------------------------- | ----- | ------ | ------ | ------ | ----------- | -------------------- | ------------- | ------ | ------------- | ------------- | ------ | ------------- | ------------- |
| رأس المال (بير إثيوبي)           | 9,199 | 12,213 | 16,816 | 24,759 | 33,815      | 38,498               | 46,576        | 49,458 | 54,442        | 60,919        | 89,100 | 114,639       | 120,131       |
| صافي الربح (بير إثيوبي)          | 508   | 1,345  | 1,626  | 1,232  | 1,025       | 2,054                | 3,147         | 3,531  | 6,129         | 5,381         | 6,870  | 8,900         | 6,830         |
| عدد الموظفين (في نهاية العام)    | 4,896 | 5,007  | 5,555  | 6,286  | 6,559       | 7,000+               | 8,764         | 10,514 | 10,176        | 11,284        | 12,994 | 13,958        | 14,104        |
| عدد الركاب (مليون)               | 2.50  | 2.81   | 3.15   | 3.73   | 4.64        | 5.92                 | 6.91          | 7.39   | 7.60          | 8.76          | 10.63  | 12.10         | 9.66          |
| البضائع المنقولة (بآلاف الأطنان) | 73    | 101    | 134    | 160    | 181         | 175                  | 187           | 236    | 270           | 338           | 400    | 432           | 525           |
| عدد الطائرات (في نهاية العام)    | 35    | 36     | 41     | 51     | 48          | 58                   | 66            | 76     | 77            | 87            | 108    | 116           | 126           |
| ملاحظات                          | [ 4 ] | [ 5 ]  | [ 6 ]  | [ 7 ]  | [ 8 ] [ 9 ] | [ 10 ] [ 11 ] [ 12 ] | [ 13 ] [ 14 ] | [ 15 ] | [ 16 ] [ 17 ] | [ 18 ] [ 19 ] | [ 20 ] | [ 21 ] [ 22 ] | [ 23 ] [ 24 ] |

## الأسطول
اعتبارًا من ديسمبر 2022، يتكون أسطول الخطوط الجوية الإثيوبية من الطائرات التالية:
| الطائرة                    | في الخدمة | مطلوبة | الركاب       | الركاب     | الركاب     | ملاحظات                          |
| الطائرة                    | في الخدمة | مطلوبة | رجال الأعمال | السياحية   | المجموع    | ملاحظات                          |
| -------------------------- | --------- | ------ | ------------ | ---------- | ---------- | -------------------------------- |
| إيرباص إيه 350-900         | 19        | 1      | 30           | 318        | 348        |                                  |
| إيرباص إيه 350-1000        | —         | 4      | يعلن لاحقًا   | يعلن لاحقًا | يعلن لاحقًا | حول الطلب إلى إيرباص إيه 350-900 |
| بوينغ 737 الجيل القادم-700 | 9         | —      | 16           | 102        | 118        |                                  |
| بوينغ 737 الجيل القادم-800 | 17        | 4      | 16           | 138        | 154        |                                  |
| بوينغ 737 الجيل القادم-800 | 17        | 4      | 12           | 156        | 168        |                                  |
| بوينغ 737 ماكس             | 11        | 21     | 16           | 144        | 160        | [ 27 ]                           |
| بوينغ 767                  | 1         | —      | 24           | 208        | 232        | حولت إلى طائرة شحن.              |
| بوينغ 767                  | 1         | —      | 24           | 211        | 235        | حولت إلى طائرة شحن.              |
| بوينغ 777-200              | 6         | —      | 34           | 287        | 321        |                                  |
| بوينغ 777-300              | 4         | —      | 34           | 365        | 399        |                                  |
| بوينغ 787-8                | 19        | —      | 24           | 246        | 270        |                                  |
| بوينغ 787-9                | 8         | 2      | 30           | 285        | 315        |                                  |
| بومباردييه داش 8           | 32        | —      | 7            | 64         | 71         |                                  |
| بومباردييه داش 8           | 32        | —      | —            | 78         | 78         |                                  |
| أسطول الشحن                |           |        |              |            |            |                                  |
| بوينغ 737 الجيل القادم     | 4         | —      | شحن          | شحن        | شحن        |                                  |
| بوينغ 767                  | —         | 3      | شحن          | شحن        | شحن        | سيبدأ التسليم في 2023.           |
| بوينغ 767                  | —         | 3      | شحن          | شحن        | شحن        | حولت إلى طائرة ركاب.             |
| بوينغ 777                  | 9         | 5      | شحن          | شحن        | شحن        |                                  |
| المجموع                    | 141       | 43     |              |            |            |                                  |

## الوجهات
اعتبارًا من يونيو 2020، تقوم الإثيوبية بالطيرن ل127 رحلة دولية و22 وجهة محلية و58 وجهة شحن. تخدم الإثيوبية وجهات في إفريقيا أكثر من أي شركة طيران أخرى.

### اتفاقيات الرمز المشترك
أبرمت الخطوط الجوية الإثيوبية اتفاقية الرمز المشترك مع شركات الطيران التالية:
- خطوط إيجة الجوية
- طيران كندا
- طيران الصين
- إير كوت ديفوار
- طيران أوروبا[40]
- طيران الهند
- خطوط كل اليابان الجوية [41]
- خطوط آسيانا الجوية
- أسكاي
- الخطوط الجوية النمساوية
- أزول البرازيل[42][43]
- مصر للطيران
- إل عال
- طيران ناس[44]
- إيتا (شركة طيران)[45]
- الخطوط الجوية الكويتية
- الخطوط الجوية الموزمبيقية[46]
- لوفتهانزا[47][48]
- Malawi Airlines
- الخطوط الجوية الماليزية
- الطيران العماني
- الخطوط الجوية الرواندية
- الخطوط الجوية الإسكندنافية
- خطوط شينزين الجوية
- الخطوط الجوية السنغافورية
- خطوط جنوب أفريقيا الجوية
- الخطوط الجوية السريلانكية[49]
- تاب برتغال
- الخطوط الجوية التركية
- الخطوط الجوية المتحدة

## الخدمات
تتوفر الخطوط الجوية الإثيوبية على صالتين في مطار بولي الدولي. يمكن لمسافري كلود نانين استخدام صالة كلود ناين، حيث يتم تزويدهم بمجموعة متنوعة من وسائل الراحة، فضلاً عن أجهزة الكمبيوتر الشخصية وخدمة الوايفاي. كما يمكن لحاملي بطاقات شيبا مايلز من الفئة الذهبية أو الفضية الاستفادة من مرافق صالات شيبا مايلز.